# شان دانا
شان دانا (انگلیسی: Shan Danna؛ زادهٔ ۸ اکتبر ۱۹۹۱) بازیکن والیبال زن اهل چین است. وی در بازی‌های المپیک تابستانی ۲۰۱۲ شرکت کرده‌است.